# China nos Jogos Olímpicos de Inverno de 1980
A China competiu nos Jogos Olímpicos de Inverno de 1980, realizados em Lake Placid, Estados Unidos.